# Михаил Охридски
Михаил, наричан също Максим (на гръцки: Μιχαήλ), е византийски духовник, охридски архиепископ от 1120 допреди 1143 година.

## Биография
Сведенията за Михаил са оскъдни. Известно е, че той е евнух и че преди да заеме архиепископския трон в Охрид, е остиарий в канцеларията на вселенския патриарх. Става архиепископ през 1120 година след Лъв Мунг. Не е известно кога напуска поста или умира, но през 1143 година архиепископ вече е Йоан Комнин.